# E. Oppermann Mechanische Gurt- und Bandweberei
Die E. Oppermann Mechanische Gurt- und Bandweberei ist ein Unternehmen, das Produkte mittels Bandweberei herstellt.

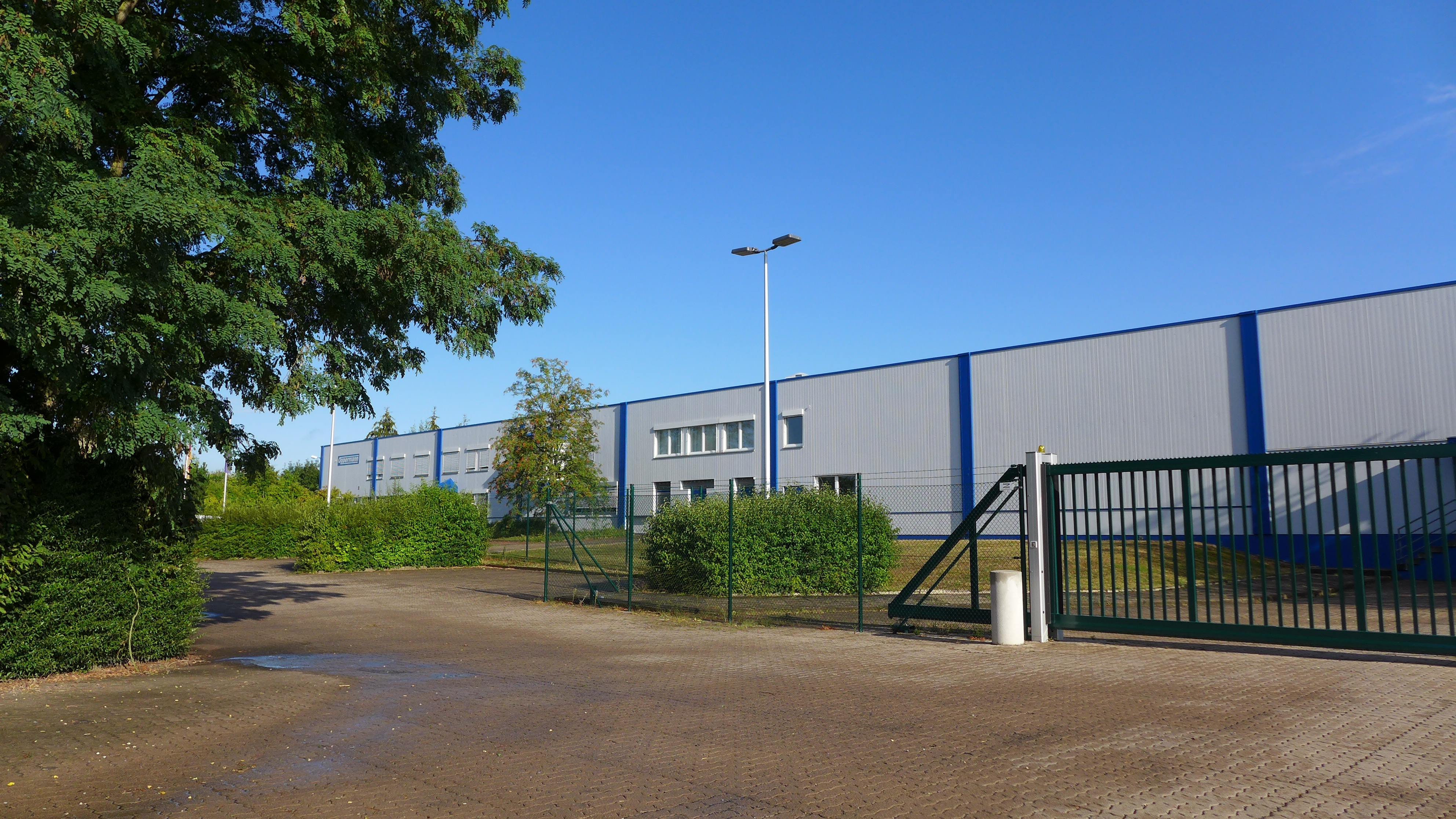
Standort Einbeck

## Geschichte
Der Betrieb wurde 1848 in Einbeck unweit der Marktkirche gegründet.
Mehrere Jahrzehnte war der Standort dann am Hullerser Tor der ehemaligen Stadtbefestigung Einbeck. 1993 erfolgte der Umzug an die Landstr. zwischen Einbeck und Hullersen. 2002 wurde ein Tochterunternehmen in China gegründet und 2006 eines in der Slowakei, weitere 2014 und 2017 in South Carolina USA. 2019/20 wurde ein weiterer Standort in Vietnam eröffnet. Das englische Traditionsunternehmen Rykneld Tean Limited in Derby (Derbyshire) kam 2014 hinzu und 2016 SpaWeb in Accrington.
2017 betrug der Umsatz rund 100 Mio. Euro.

## Produkte
Verarbeitet werden vorwiegend synthetische Garne wie Polyester oder Polypropylen für technische und industrielle Anwendungen, zu Schutzzwecken wie z. B. Sicherheitsgurte, als Lastaufnahmemittel (Gurtband) und diverse Spezialanwendungen.